# Tazacorte
Tazacorte es un municipio español situado en el oeste de la isla de La Palma y perteneciente a la provincia de Santa Cruz de Tenerife (Canarias).

## Historia

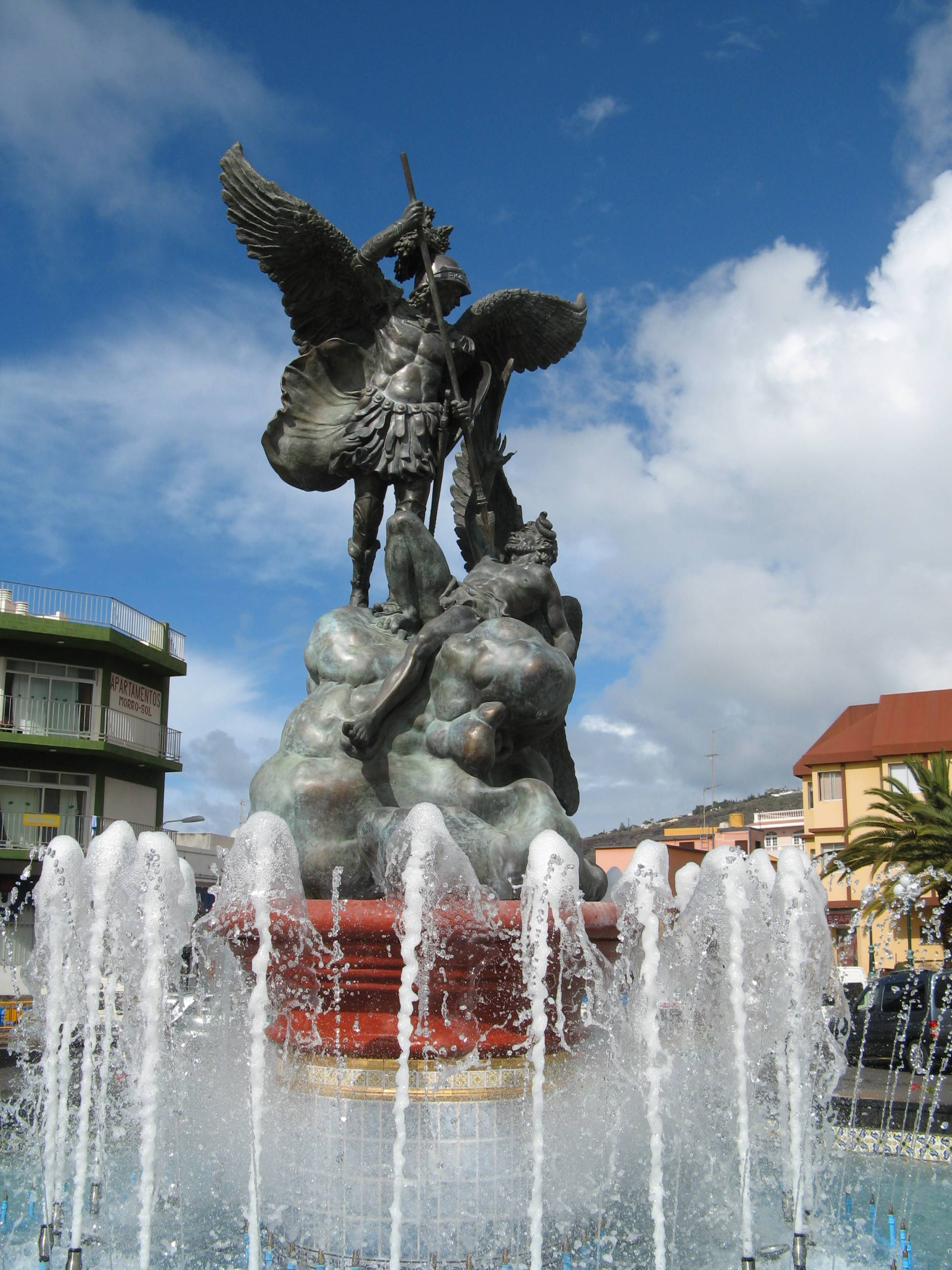
Fuente de San Miguel Arcángel (patrón de La Palma y de Tazacorte). Este monumento se encuentra junto al edificio del ayuntamiento y es el símbolo del municipio

Alonso Fernández de Lugo inició la conquista de La Palma por la desembocadura del barranco de Las Angustias, donde hoy se encuentra el Puerto de Tazacorte, el 29 de septiembre de 1492. Desembarcó sin resistencia, lo que permitió un posterior asentamiento pacífico en el llano de Tazacorte, enclave donde se levantó el primer campamento y se erigió la ermita de San Miguel, quién se convirtió desde entonces en el patrón de Tazacorte y de toda la isla de La Palma. Siendo este templo por lo tanto, el templo patronal de La Palma bajo advocación de San Miguel Arcángel.
Tras sucesivas ventas y traspasos, en 1513, la fértil Hacienda de Tazacorte fue adquirida por el flamenco Jacome Groenenberg, que hispanizaría su nombre en Jácome Monteverde. En adelante, la propiedad se dedicará al cultivo de la caña de azúcar, en un régimen de explotación de características semifeudales. 
El fondeadero de El Puerto de Tazacorte era el segundo en importancia de La Palma, después del capitalino. Desde el siglo XVI recalaban en su rada embarcaciones nacionales y extranjeras que exportaban caña de azúcar, vino y otras producciones del país. A final del siglo XVIII los campesinos de Tazacorte eran pobres de bienes de fortuna, mal comidos y mal vestidos, y como principal alimento consumían raíces de helecho.
En agosto de 1812, se formó el municipio de Los Llanos con la población del mismo nombre como cabecera, más El Paso, Argual y Tazacorte como pagos principales. En 1815 empezó a disminuir la productividad y la rentabilidad de la caña de azúcar, que es una planta exigente y la producción menguó en los agotados suelos de la comarca. En 1830 se cerró el último ingenio azucarero de Tazacorte y, a partir de esas fechas son reemplazados por cultivos de autoconsumo, sin embargo a partir de 1850 Tazacorte encontró en la pesca y el cultivo de la cochinilla dos actividades económicas que aportarán riquezas a unos y medios para subsistir para otros.
Desde 1890, al tabaco, al azúcar, y a los cargamentos de cochinilla que aún se colocaban en los mercados exteriores, se les añadió la creciente producción de tomates, primero, y, enseguida, de plátanos.

### SigloXX
El final de la Gran Guerra abrió nuevamente los mercados europeos al plátano y al tomate. A partir de 1919 la empresa británica Fyffes Limited arrienda las fincas de los mayores propietarios del municipio. La compañía mejora las plantaciones de plátanos vendiendo cada vez más mayores cantidades y a mejor precio de modo que a mediados de los años veinte el 70% de la población de Tazacorte trabajaba en torno a la exportación de plátanos.
En 1923, el pago de Tazacorte era el núcleo de mayor población del municipio de Los Llanos, con 2316 habitantes y el de mayor desarrollo económico del Valle de Aridane.
En 1925, durante tres días se declararon país independiente de España, de la que se escribieron los siguientes versos: "Con bicheros, palos y cañas / gritemos con voz de calibre / Viva Tazacorte libre / e independiente de España." Durante sus tres días de Independencia, con sus escopetas de caza no dejaron que nadie cruzara sus fronteras, hasta que llegó un barco de guerra español que tiró un obús que pasó sobre todo el cielo del país, cayendo sobre la montaña de Argual que aunque era parte del extranjero no deja de estar a unos cientos de metros de su capital, lo que provocó su rendición. No obstante, si bien no consiguieron la Independencia de España, si lo hicieron ese mismo año del municipio de Los Llanos de Aridane. El 16 de septiembre de 1925 el Directorio Militar dirigido por Antonio Magaz decreta la segregación de Tazacorte  de Los Llanos. Su primer alcalde fue el maestro y presidente de Unión Patriótica, Miguel Medina Quesada.
En agosto de 1926, en Tazacorte se declara una epidemia de peste que afecta a un gran número de la población.
El 14 de abril de 1931, tras las elecciones municipales, el rey Alfonso XIII se exilia de España y se declara la Segunda República.
En Tazacorte liberales y republicanos celebran el cambio de régimen por las calles y tirando voladores, comienza entonces una etapa de intensa actividad política en el municipio. Con la democracia comienza la participación directa de las clases populares en la política, que en Tazacorte trae un gran desarrollo sindical y un importante auge del comunismo. En 1931 se refunda el Sindicato Oficios Varios, al que, en apenas tres años, se afilian los 800 asalariados y pequeños campesinos censados en Tazacorte. En 1932 se forma la Agrupación Obrera y Campesina, de carácter comunista, que gana por mayoría absoluta, consiguiendo seis concejales, las elecciones municipales de 1933 y en las elecciones generales de 1936 obtiene el 72,2 % de los votos para el Frente Popular.
En agosto de 1931 aparece el periódico Tribuna, que al año siguiente cambia su nombre por el de Tribuna Libre, cabecera que se publica hasta 1935 bajo la dirección de Miguel Ángel Rodríguez García, un periodista retornado de la Argentina.
El Golpe de Estado y pronunciamiento militar del 17 y 18 de julio de 1936 contra el gobierno de la Segunda República se conoció en Tazacorte, a lo largo de la mañana del 18 de julio, a través de las emisoras de radio. En aquel momento es alcalde Francisco Pulido, quién, tras la sublevación militar, deja el control municipal en manos de una comisión auspiciada por el Sindicato Oficios Varios. Esta comisión declara una huelga general a la que los trabajadores responden de manera absoluta paralizando el pueblo, únicamente se continúa con el riego para evitar que se perdiesen los cultivos. 
En 1979, en las primeras elecciones municipales de la democracia, gana la candidatura del Partido Comunista.

## Geografía
|                         | Norte: Tijarafe            |                             |
| Oeste: Océano Atlántico |                            | Este: Los Llanos de Aridane |
|                         | Sur: Los Llanos de Aridane |                             |

## Demografía
Tazacorte cuenta con una población de 4559 habitantes (INE 2024).
| Gráfica de evolución demográfica de Tazacorte entre 1930 y 2021                                                     |
| |
| Población de derecho según los censos de población del INE Población de hecho según los censos de población del INE |

### Población por núcleos
Desglose de población según el Padrón Continuo por Unidad Poblacional del INE.

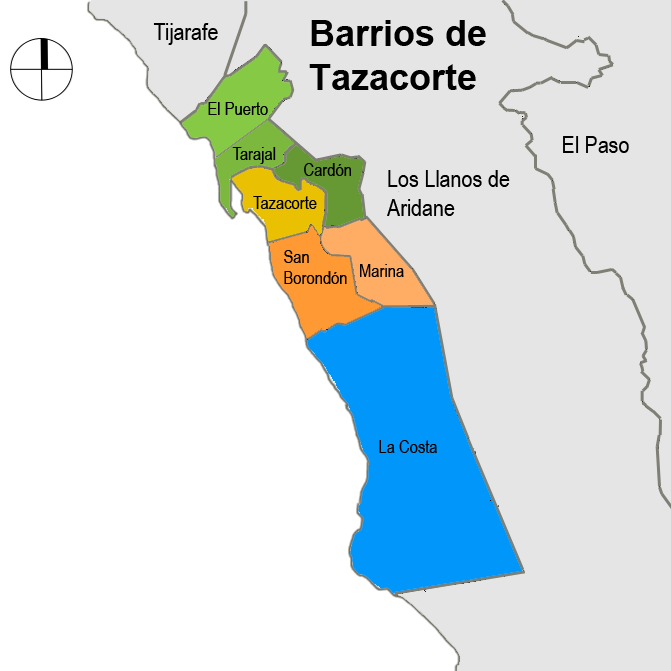
Barrios de Tazacorte

| Núcleos      | Habitantes (2014) | Varones | Mujeres |
| ------------ | ----------------- | ------- | ------- |
| Cardón       | 85                | 44      | 41      |
| La Costa     | 464               | 234     | 230     |
| Marina       | 300               | 144     | 156     |
| Puerto       | 1187              | 607     | 580     |
| San Borondón | 266               | 135     | 131     |
| Tarajal      | 27                | 13      | 14      |
| Tazacorte    | 2515              | 1274    | 1241    |

### Población extranjera
| Posición | Nacionalidad | Población |
| -------- | ------------ | --------- |
| 1.ª      | Venezuela    | 301       |
| 2.ª      | Alemania     | 292       |
| 3.ª      | Reino Unido  | 39        |
| 4.ª      | Cuba         | 36        |
| 5.ª      | Italia       | 33        |
| 6.ª      | Suiza        | 24        |
| 7.ª      | Colombia     | 19        |
| 8.ª      | Países Bajos | 17        |
| 9.ª      | Francia      | 16        |
| 10.ª     | Austria      | 12        |
| 11.ª     | Suecia       | 7         |
| 12.ª     | Argentina    | 7         |
| 13.ª     | Rumania      | 6         |

## Administración y política

### Gobierno municipal
Actualmente el municipio está gobernado por Manuel González Gómez (PSOE) tras un pacto tripartito entre PSOE, Coalición Canaria y Partido Popular, dejando en la oposición a Nueva Canarias, la formación más votada de 2023.
El Ayuntamiento está conformado por 11 concejales. En la siguiente tabla se muestran el número de concejales obtenidos por cada formación desde las elecciones municipales de 2007.
| Partido político | Partido político                       | 2007   | 2011   | 2015   | 2019   | 2023   |
| Partido político | Partido político                       | Ediles | Ediles | Ediles | Ediles | Ediles |
|                  | Unión Bagañeta (UB)                    | 7      | 6      | 6      | 3      | —      |
|                  | Nueva Canarias (NC)                    | —      | —      | —      | 4      | 5      |
|                  | Partido Socialista Obrero Español      | 4      | 5      | 3      | 3      | 3      |
|                  | Coalición Canaria (CC)                 | —      | —      | —      | —      | 2      |
|                  | Partido Popular (PP)                   | 0      | 2      | 1      | 0      | 1      |
|                  | Podemos                                | —      | —      | —      | —      | 0      |
|                  | Vox                                    | —      | —      | —      | —      | 0      |
|                  | Izquierda Unida (IU)                   | —      | 0      | 1      | 1      | —      |
|                  | Ciudadanos (CS)                        | —      | —      | —      | 0      | —      |
|                  | Centro Canario Nacionalista (CCN)      | 2      | 0      | —      | —      | —      |
|                  | Movimiento Vecinal por Tazacorte (MVT) | —      | 0      | —      | —      | —      |

#### Evolución de la deuda viva municipal
El concepto de deuda viva contempla sólo las deudas con cajas y bancos relativas a créditos financieros, valores de renta fija y préstamos o créditos transferidos a terceros, excluyéndose, por tanto, la deuda comercial. La deuda viva municipal por habitante en 2014 ascendía a 597,40 €.
| Gráfica de evolución de la deuda viva del Ayuntamiento entre 2008 y 2024                            |
| |
| Deuda viva del Ayuntamiento de Tazacorte, en miles de euros, según datos del Ministerio de Hacienda |

## Servicios

### Transporte y comunicaciones
El municipio está comunicado con las siguientes líneas insulares de guagua:
| Línea | Trayecto                                     | Recorrido     |
| ----- | -------------------------------------------- | ------------- |
| 24    | Los Llanos – Puerto Naos – El Remo           | Horario/Línea |
| 27    | Los Llanos – Puerto de Tazacorte             | Horario/Línea |
| 29    | Los Llanos – La Laguna – Puerto de Tazacorte | Horario/Línea |
| 110   | Los Llanos – Tazacorte – Puntagorda          | Horario/Línea |